# Circuit switched data
Circuit switched data (CSD) is het datatransmissiesysteem voor gsm-communicatie. Dit is de oorspronkelijke vorm van datatransmissie, ontwikkeld voor mobiele toestellen die werken volgens time division multiple access (TDMA). CSD gebruikt een enkel radio time slot om 9,6 kbit/s-datatransmissie te kunnen gebruiken naar het gsm-netwerk en het switching subsystem. Hier kan het aangesloten worden via een modem naar het public switched telephone network, waardoor rechtstreekse communicatie kan plaatsvinden tussen verschillende gebruikers.
Voorafgaand aan de CSD ging datatransmissie met draagbare toestellen met behulp van een modem. De modem was ingebouwd in het toestel of was ermee verbonden. Het audiosignaal van dergelijke systemen is beperkt tot 2,4 kbits/s of minder. Dankzij de introductie van digitale transmissie in TDMA-gebaseerde systemen zoals GSM, verschaft CSD bijna direct toegang tot het digitale signaal, zodat hogere snelheden worden behaald. Als spraakgeoriënteerde audiocompressie wordt gebruikt in gsm’s zou de datasnelheid van een traditionele modem die verbonden is met een gsm nog lager zijn dan bij een analoog systeem.
CSD wordt ook gebruikt in vaste telefonie, bijvoorbeeld het versturen van SMS-berichten vanaf en naar een vaste lijn met behulp van de dienst SMS-Vast en SMS-analoog (voorheen Modem Ingang Dienst). Zodra IP in de verbinding gebruikt wordt kan CSD niet meer gegarandeerd worden, de 'handshake' die ná beantwoording plaatsvindt kan geregeld misgaan.
De dienst SMS-Vast stopt per 1 januari 2019.